# Раквере
Ра́квере (эст. Rakvere), в 1720—1918 годах — Ве́зенберг (нем. Wesenberg), также Ве́йсенберг — город в Эстонии, центр уезда Ляэне-Вирумаа, до 2018 года — административный центр Ляэне-Вирумаа.

## География
Расположен на севере Эстонии. Площадь — 10,75 км², плотность населения в 2020 году составила 1403,3 чел/км². Шестой по площади и восьмой по численности населения город страны. Расстояние до Тaллина по шоссе — 100 км. Высота над уровнем моря — 85 метров.

## Население
По данным переписи населения 2011 года в городе проживали 15 264 человека, из них 13 445 (88,1 %) — эстонцы.
По данным переписи населения 2021 года, в Раквере проживал 15 141 человек, из них 13 386 (88,9 %) — эстонцы.
Численность населения города Раквере:

| Год  | 1897 | 1922   | 1934     | 1941     | 1959     | 1970     | 1979     | 1989     | 2000     | 2011     | 2020     | 2021     | 2022     |
| ---- | ---- | ------ | -------- | -------- | -------- | -------- | -------- | -------- | -------- | -------- | -------- | -------- | -------- |
| Чел. | 5890 | ↗ 7660 | ↗ 10 027 | ↗ 10 847 | ↗ 14 296 | ↗ 17 658 | ↗ 19 011 | ↗ 19 822 | ↘ 17 097 | ↘ 15 264 | ↘ 15 085 | ↘ 14 984 | ↗ 15 141 |

Национальный состав Раквере согласно переписи населения 2000 года:
| Национальность | 2000 год | 2000 год |
| Национальность | Чел.     | %        |
| -------------- | -------- | -------- |
| Всего          | 17 097   | 100      |
| эстонцы        | 14 496   | 84,79    |
| русские        | 1 845    | 10,79    |
| финны          | 277      | 1,62     |
| украинцы       | 218      | 1,28     |
| белорусы       | 69       | 0,40     |
| татары         | 21       | 0,12     |
| поляки         | 15       | 0,09     |
| евреи          | 11       | 0,06     |
| литовцы        | 9        | 0,05     |
| немцы          | 9        | 0,05     |
| латыши         | 5        | 0,03     |
| прочие         | 122      | 0,71     |

## История
Впервые упомянут в XIII веке. Основан вблизи феодального замка в 1224 году датским королем Вальдемаром II. В русских летописях — Раковор, немецкое и русское название до 1918 года — Везенберг (нем. Wesenberg). 
В доисторическое время и в начале средних веков эсты называли этот город Тарбапеа (рус. Голова быка). Согласно древней эстонской легенде, когда-то на свете существовал бык, который был размером с бо́льшую часть Эстляндии. И, когда его поймали, голова попала на Раквере, а туловище — в Тарту (Тарбату).
В 7 км от города 18 февраля 1268 года произошла битва русских войск с объединёнными силами немецких и датских крестоносцев (Раковорская битва).
В 1347—1558 годах городом владел Ливонский орден. В ходе Ливонской войны он был в 1558 году почти без боя занят русскими войсками. Шведская осада Везенберга 1574 года окончилась полной неудачей, однако в 1581 году шведам удалось всё же захватить город. В начале XVII века Везенберг был на непродолжительное время захвачен Речью Посполитой, однако Швеция вновь установила контроль над ним после битвы под Везенбергом 1603 года.
В ходе Северной войны в 1703 году город был полностью разрушен, в 1710 году отошёл России, но в 1728 был возвращён дворянскому семейству Тизенгаузенов, c 1669 года владевшему замком и мызой Везенберг.  
В 1783 году Везендерг получил статус губернского города. 
4 (15) октября 1788 года императрицей Екатериной II городу был пожалован герб.
В 1881 году в городе насчитывалось 3509 жителей.
В начале XX века в Везенберге действовали ректификационный и водочный, пиво- и медоваренный, чугунолитейный и машиностроительный заводы. Существовали 1 православная и 1 лютеранская церкви, 1 православная часовня и 1 лютеранский молитвенный дом, почтово-телеграфная контора, богадельня, больница, сиротский дом, трехклассное городское училище, 3 книжные лавки, городское начальное училище для мальчиков и девочек, православная церковная приходская школа для мальчиков и девочек и сиротское училище при богадельне; вольное пожарное общество, похоронная касса, ссудо-сберегательная касса, клуб, музыкальное собрание. В городе издавалась еженедельная газета «Wesenberger Anzeiger» («Везенбергский указатель»).
В 1918 году город был оккупирован войсками Германской империи.
После занятия Везенберга в конце декабря 1918 года солдатами Эстляндской трудовой коммуны (ЭТК) были убиты около 60 жителей города. Среди казненных был и священник Сергей Флоринский, причисленный к лику святых. Войска ЭТК занимали город около 3 недель, потом были вынуждены отступить.
В Эстонской республике Везенберг был переименован в Раквере.
В 1940 году вошёл в состав СССР.
В ходе Второй мировой войны, 7 августа 1941 года, был оккупирован немецкими войсками.
Освобождён 20 сентября 1944 года войсками Ленинградского фронта в ходе Таллинской операции:
- 8-я армия - часть сил 125-й стрелковой дивизии (полковник Зиновьев Василий Кондратьевич), часть сил 72-й стрелковой дивизии (генерал-майор Ястребов Илья Иванович); 27-й отдельный танковый полк (майор Черных Михаил Сергеевич), 82-й отдельный танковый полк (подполковник Грицев Фёдор Григорьевич), 1222-й самоходно-артиллерийский полк (майор Слуцкий Илья Борисович).[25]

В 1950—1991 годах был центром Раквереского района.
15 июля 2007 года по городу прошёл мощный смерч, разрушивший 110 домов и убивший одного человека.
До 1 января 2018 года Раквере был административным центром уезда Ляэне-Вирумаа. С 1 января 2018 года уездные управы и, соответственно, должности старейшин уездов в Эстонии упразднены; их обязанности переданы государственным учреждениям и местным самоуправлениям (городским муниципалитетам и волостям).

## Районы города
Раквере состоит из 19 районов (частей города):
- Валлимяэ
- Ваналинн (Старый город)
- Кондивалу
- Кукекюла
- Курикакюла
- Леннувялья
- Леппику
- Лиллекюла
- Линнурийк
- Моонакюла
- Мыйзавялья
- Паэмурру
- Палермо
- Роодевялья
- Семинари
- Сюдалинн
- Тааравайну
- Таммику
- Ыпетая хейнамаа

Старосты районов назначаются Обществом домовладельцев (эст. Majaomanike Selts) и работают на общественных началах.

## Учреждения и организации
В Раквере работают волостная и городская управы, отделение полиции, бюро обслуживания Департамента полиции и погранохраны (по вопросам гражданства и миграции), спасательная команда.

## Образование

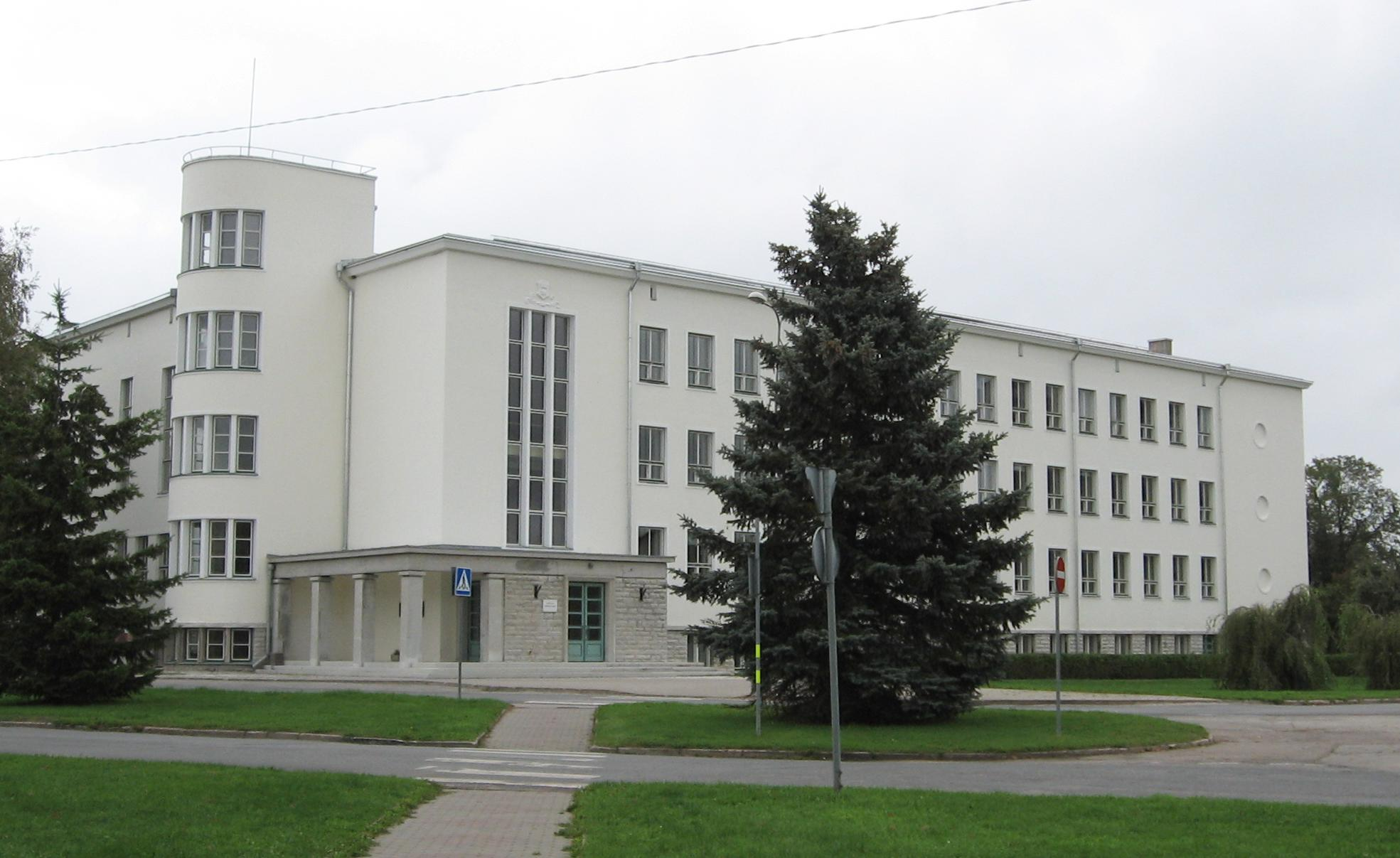
Раквереская общая гимназия (памятник культуры)

В городе работают 4 гимназии (в 2009/2010 учебном году в них обучалось 2130 учеников, начальная школа, основная школа, школа для детей с особыми потребностями (в 2009/2010 учебном году всего 374 ученика) и вечерняя школа для взрослых.
Профессиональное образование даёт Раквереский учебный центр Эстонской высшей школы предпринимательства Mainor (88 учащихся), Раквереский колледж Таллинского университета (240 учащихся) и Раквереская профессиональная школа (913 учеников), Раквереская спортшкола (493 ученика), музыкальная школа (210 учеников) и несколько школ по интересам (танцевально-художественная школа Athena, школа эстетики и танца, народная школа Общества Юхана Кундера, музыкальная школа Rajaots). Действуют 2 муниципальных детских сада, один частный детсад и детсад Раквереской городской начальной школы (в 2009/2010 учебном году всего 789 детей).

## Предпринимательство
В городе работает крупнейший производитель мясных продуктов в Эстонии и во всей Прибалтике — Раквереский мясокомбинат (с 3 июня 2014 года принадлежит финскому концерну «HKScan», включает в себя таллинскую птицефабрику «Tallegg» и носит название «HKScan Estonia AS»).
Крупнейшие работодатели города Раквере по состоянию на 31 декабря 2020 года:

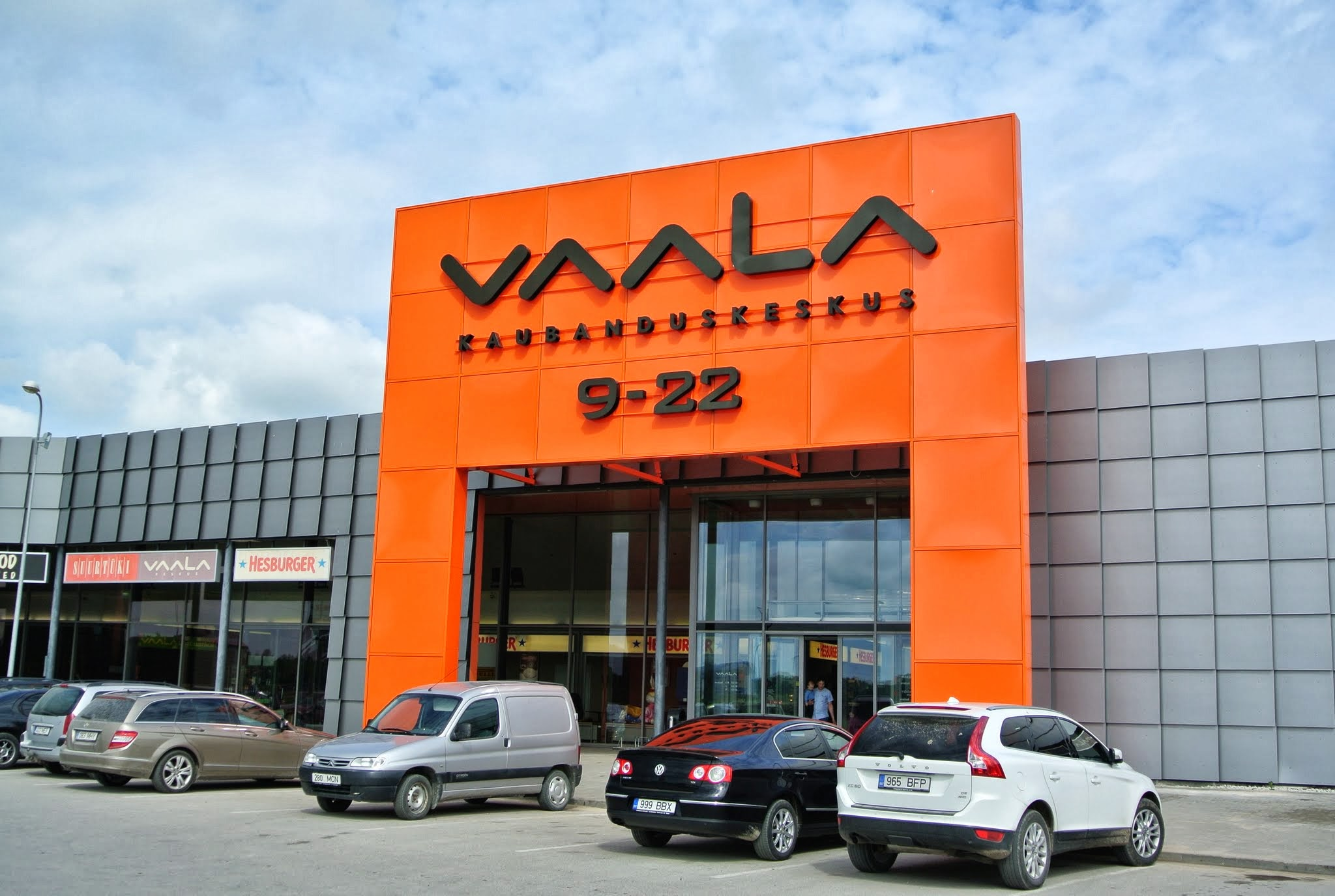
Торговый центр «Vaala»

| Предприятие/организация  | Вид деятельности                                                                           | Численность работников |
| ------------------------ | ------------------------------------------------------------------------------------------ | ---------------------- |
| HKScan Estonia AS        | Переработка и консервирование мяса                                                         | 1130                   |
| Jeld-Wen Eesti AS        | Производство деревянных дверей, окон и их рам                                              | 701                    |
| Rakvere Haigla           | Больница                                                                                   | 476                    |
| Aqva Hotels OÜ           | Спа-отель                                                                                  | 144                    |
| Pihlaka AS               | Производство кондитерских изделий                                                          | 125                    |
| Rakvere Ametikool        | Профессиональное учебное заведение                                                         | 118                    |
| Rakvere Gümnaasium       | Гимназия                                                                                   | 117                    |
| Rakvere Vallavalitsus    | Орган государственного управления (волостная управа)                                       | 92                     |
| Rakvere Metsamajand AS   | Лесозаготовки, производство прочих деревянных строительных конструкций и столярных изделий | 82                     |
| Rakvere Linnallavalitsus | Орган государственного управления (мэрия)                                                  | 80                     |
| Dicro Eesti OÜ           | Производство электронных компонентов                                                       | 73                     |

## Туризм

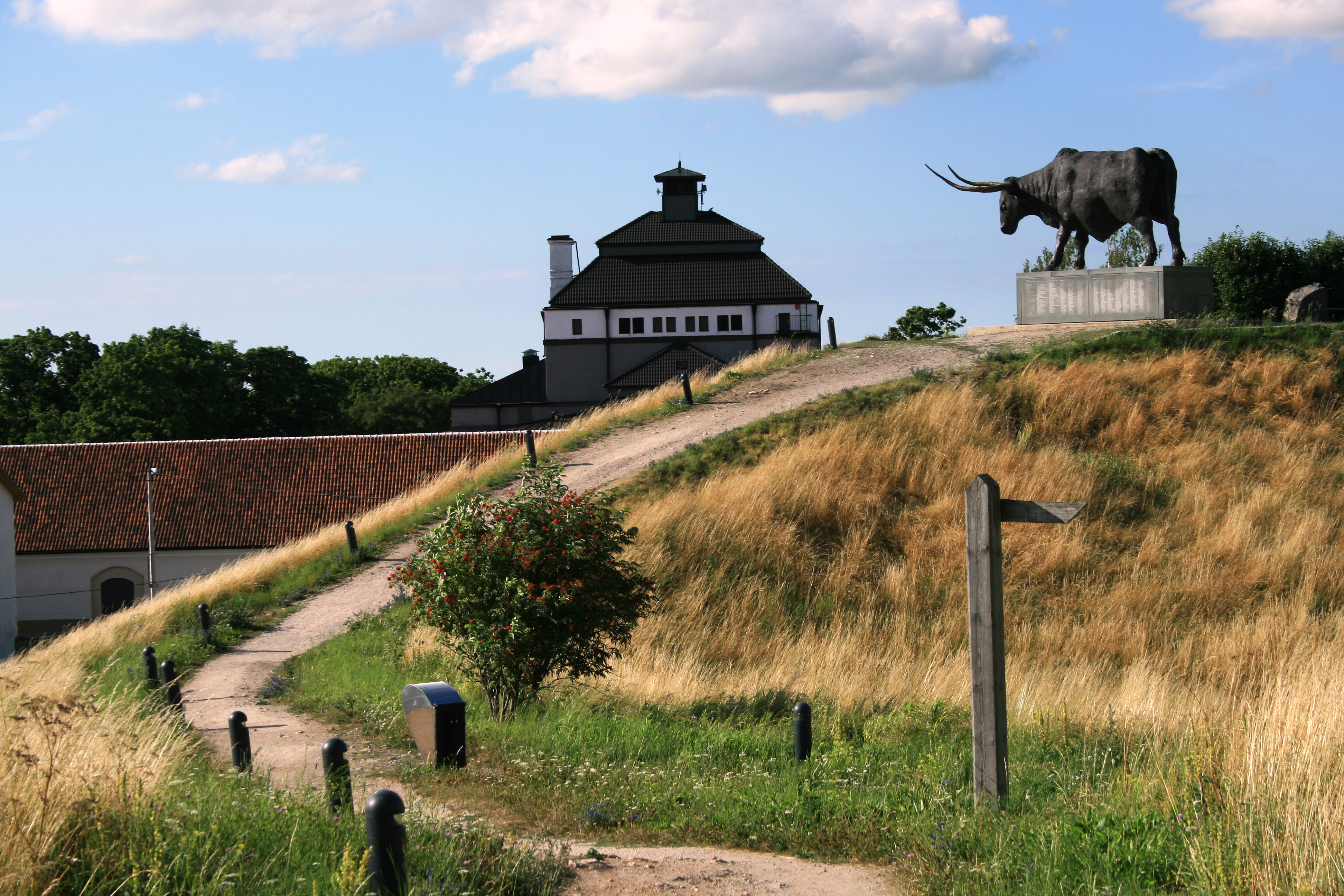
Бык — символ Раквере

Достопримечательности города: замок Везенберг и замковый музей, Троицкая церковь, храм Рождества Пресвятой Богородицы Московского Патриархата, здание бывшего земского суда и построенный в XVIII веке амбар мызы Везенберг (нем. Schloß Wesenberg, Раквере, эст. Rakvere mõis). Экскурсия по замку представляет собой интерактивное шоу с реконструкцией деталей средневековой повседневности.
В Раквере работают театр, Музей городского сословия, краеведческий музей, Эстонский музей полиции.
В гостиничном секторе популярным является отель «Aqva Hotel & Spa», с водным и банным центром и плавательным бассейном.

## Транспорт
В конце 1920-х годов на северной окраине города Силами обороны Эстонской республики был построен аэродром. Здесь базировался отдельный дивизион Раквере Военно-воздушных сил Эстонской республики.
В ходе Великой Отечественной войны аэродром использовался авиацией люфтваффе и подразделениями «помощников ПВО». 26 февраля 1944 года по аэродрому был нанесён удар авиацией Ленинградского фронта, в результате которого летное поле приведено в нерабочее состояние
После войны аэродром был восстановлен. В период с июля 1945 года по 1954 год на аэродроме базировались части 277-я штурмовой авиационной Красносельской Краснознамённой орденов Суворова и Кутузова дивизии на самолётах Ил-2 и Ил-10. В 1954 году полки перебазировались на аэродром Прибылово (Ленинградская область), а аэродром передан 6-му пограничному Ракверескому ордена Красной Звезды отряду Прибалтийского пограничного округа.
В 1983 году на аэродроме проводились съёмки художественного фильма «Тревожный вылет».
После вывода российских войск из Эстонии с 1993 года аэродром не используется.
Все районы Раквере, а также некоторые его окрестности связывают 5 автобусных линий:
- 1. Piira — Näpi
- 2. Piira — Lihakombinaat
- 3. Tõrma — Turuplats — Tõrma (кольцевой)
- 5. Rägavere tee — Põhjakeskus
- 5A. Rägavere tee — Põhjakeskus (бесплатный)

Для поездок в другие регионы страны используется автовокзал, откуда отправляются уездные и междугородние автобусы, а также имеют остановку международные автобусные линии (Таллин — Санкт-Петербург, Пярну — Санкт-Петербург).
В городе также есть железнодорожный вокзал (его здание в настоящее время перепрофилировано под магазин), где останавливаются дизель-поезда (продажа билетов в поезде):
- Нарва — Таллин — Нарва
- Раквере — Таллин — Раквере

Ранее в Раквере останавливался поезд РЖД № 033/034А Москва — Санкт-Петербург — Таллин.

## Города-побратимы
- Сигтуна, Швеция
- Сенаки, Грузия
- Цесис, Латвия
- Лаппеэнранта, Финляндия
- Лапуа, Финляндия
- Паневежис, Литва
- Вышгород, Украина
- Сольнок, Венгрия
- Лютенбург, Германия[30]

## Известные уроженцы
- Айли Винт (род. 1941) — эстонская художница и график.
- Василий Богданович Шольц (1798—1860) — медик, хирург и акушер, действительный статский советник.

## Галерея

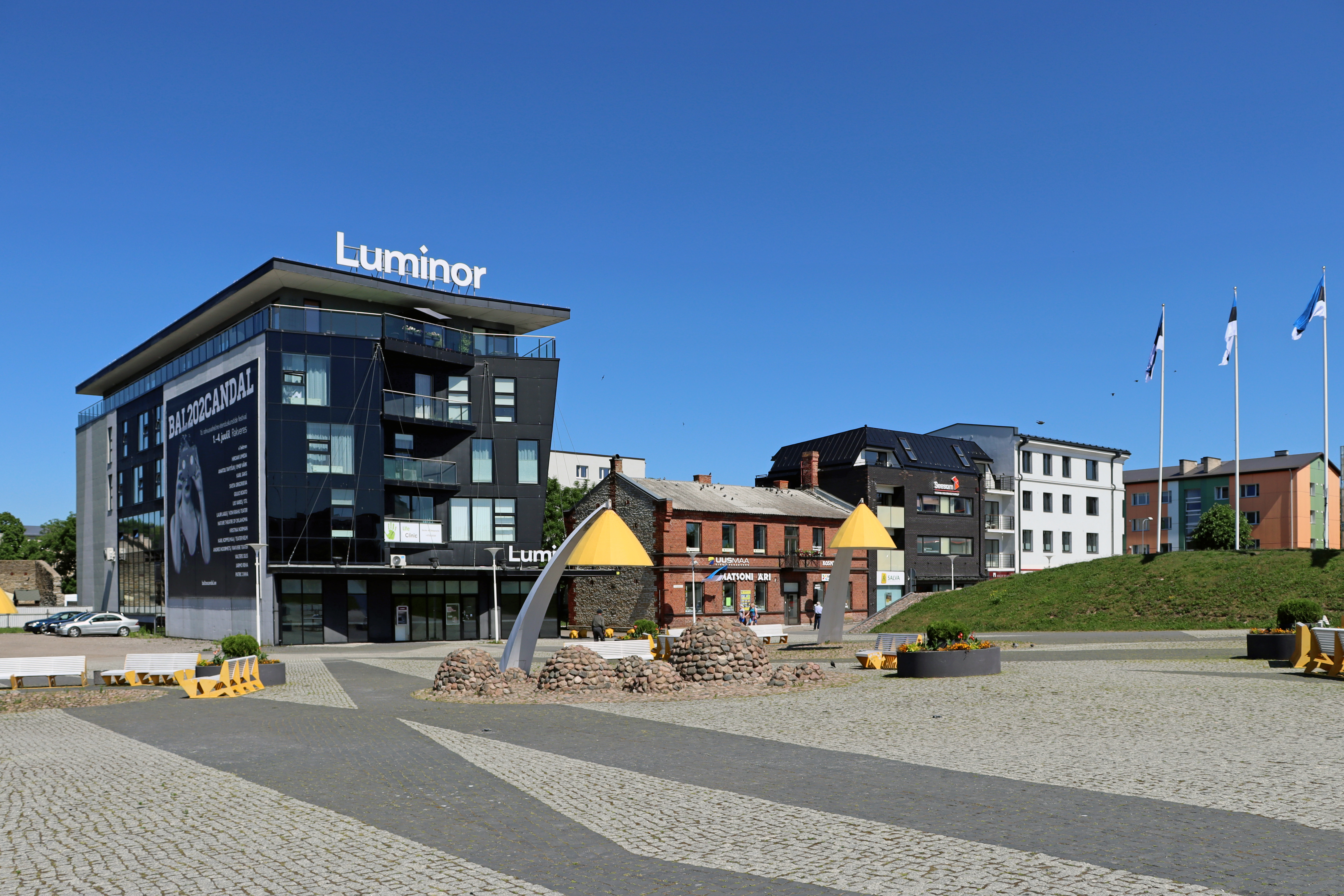
Центральная площадь Раквере
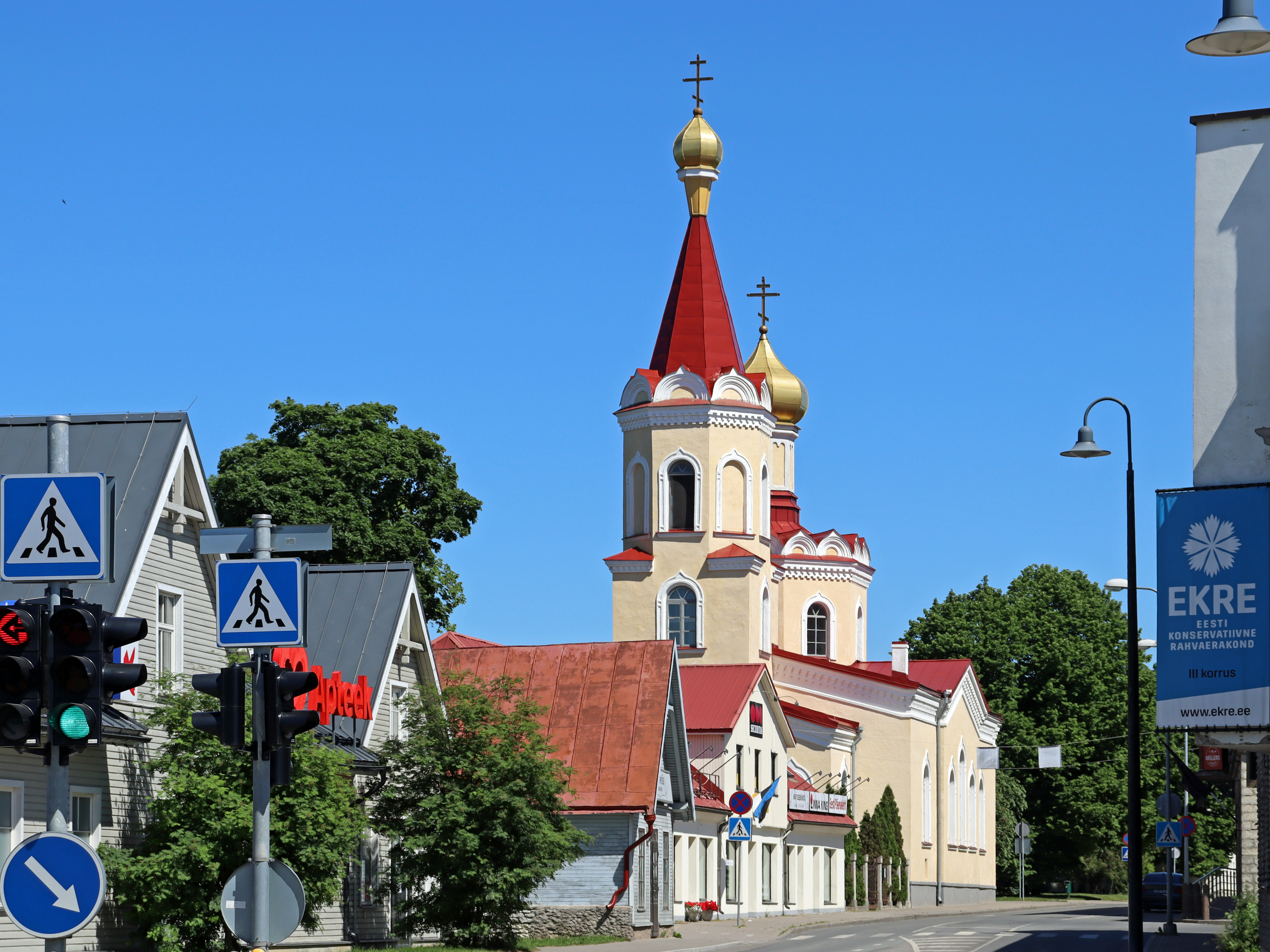
Церковь Рождества Богородицы
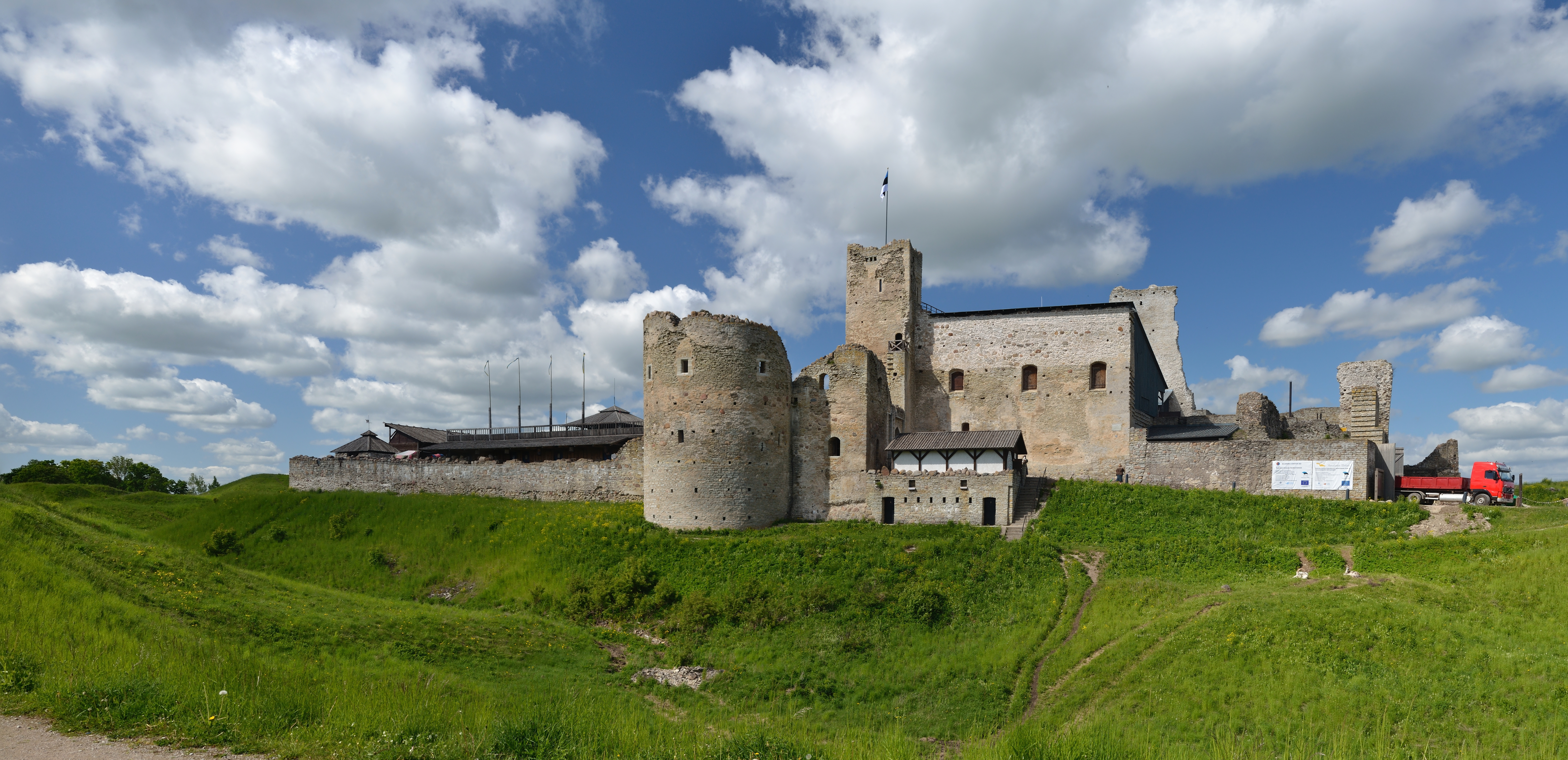
Развалины замка Везенберг
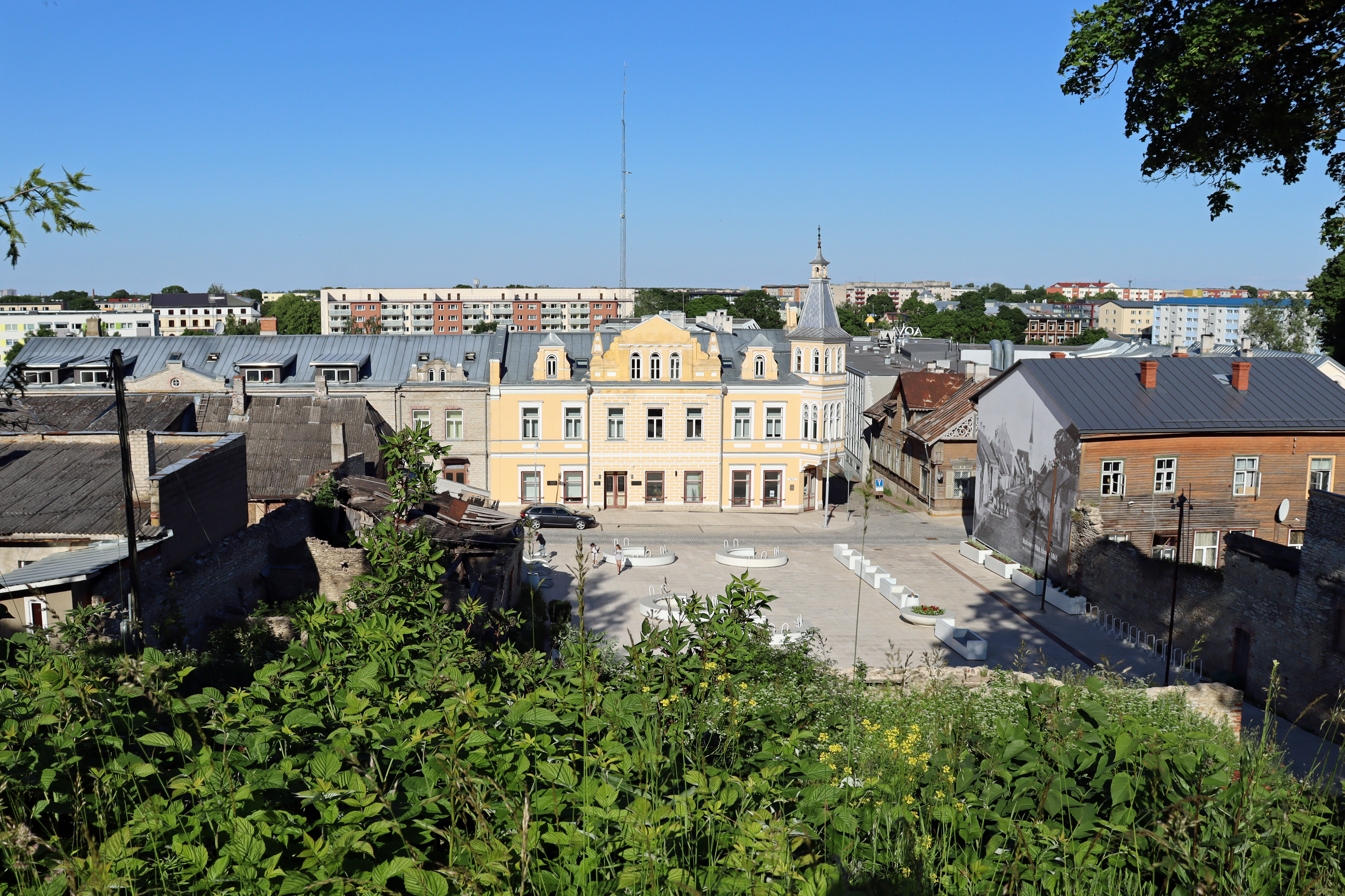
Вид на улицу Пикк с холма Валлимяги
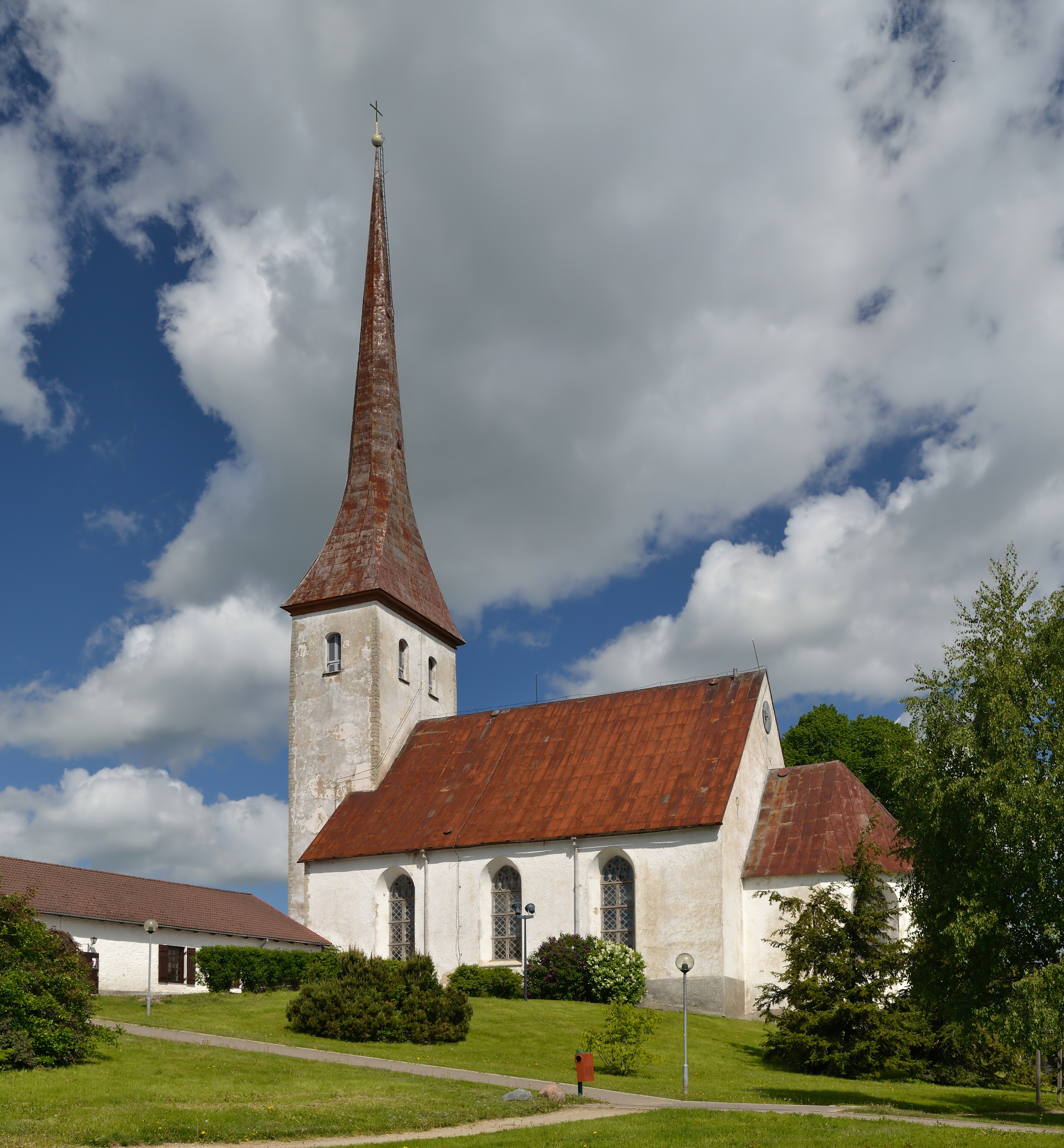
Троицкая церковь
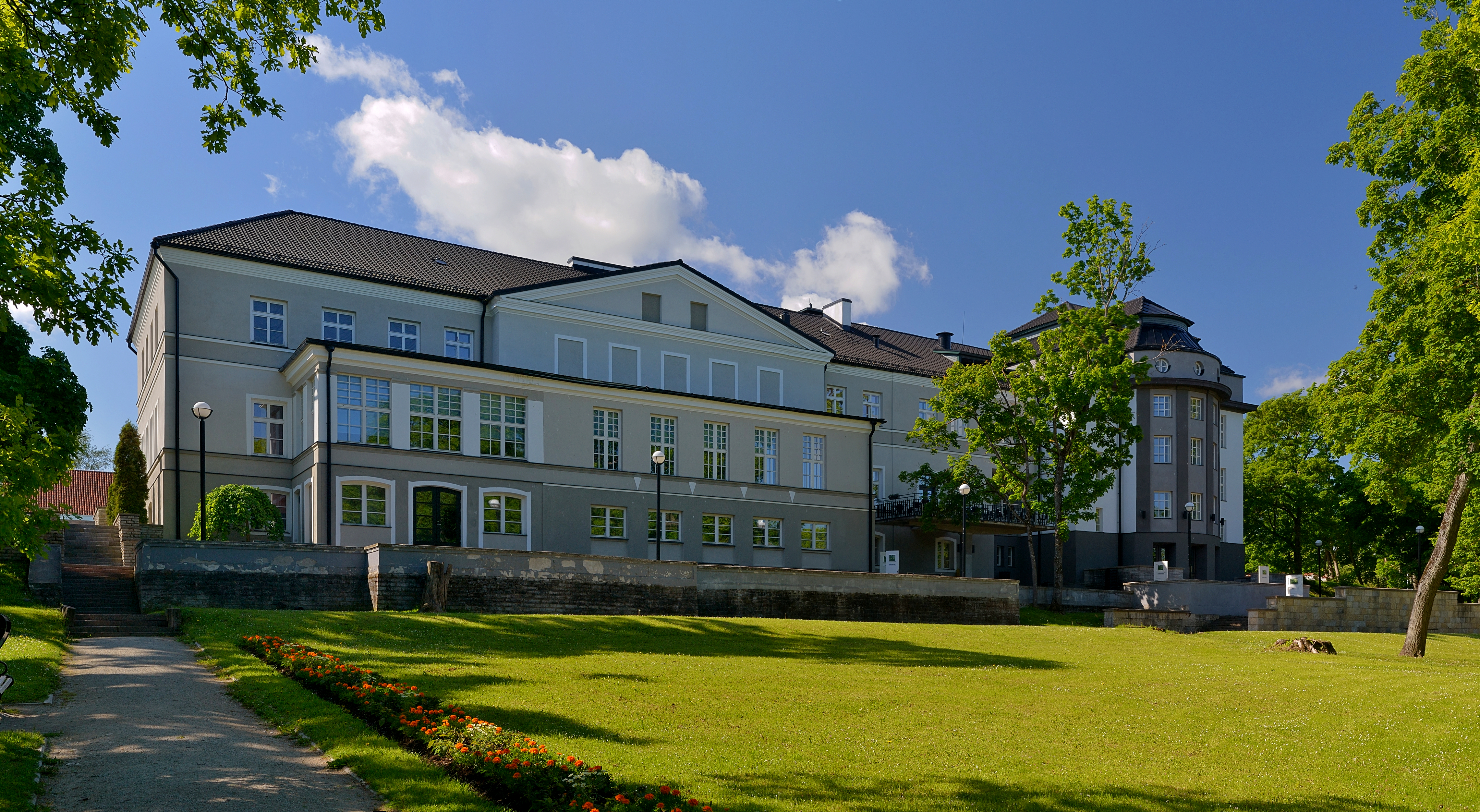
Главное здание мызы Везенберг (Раквере)
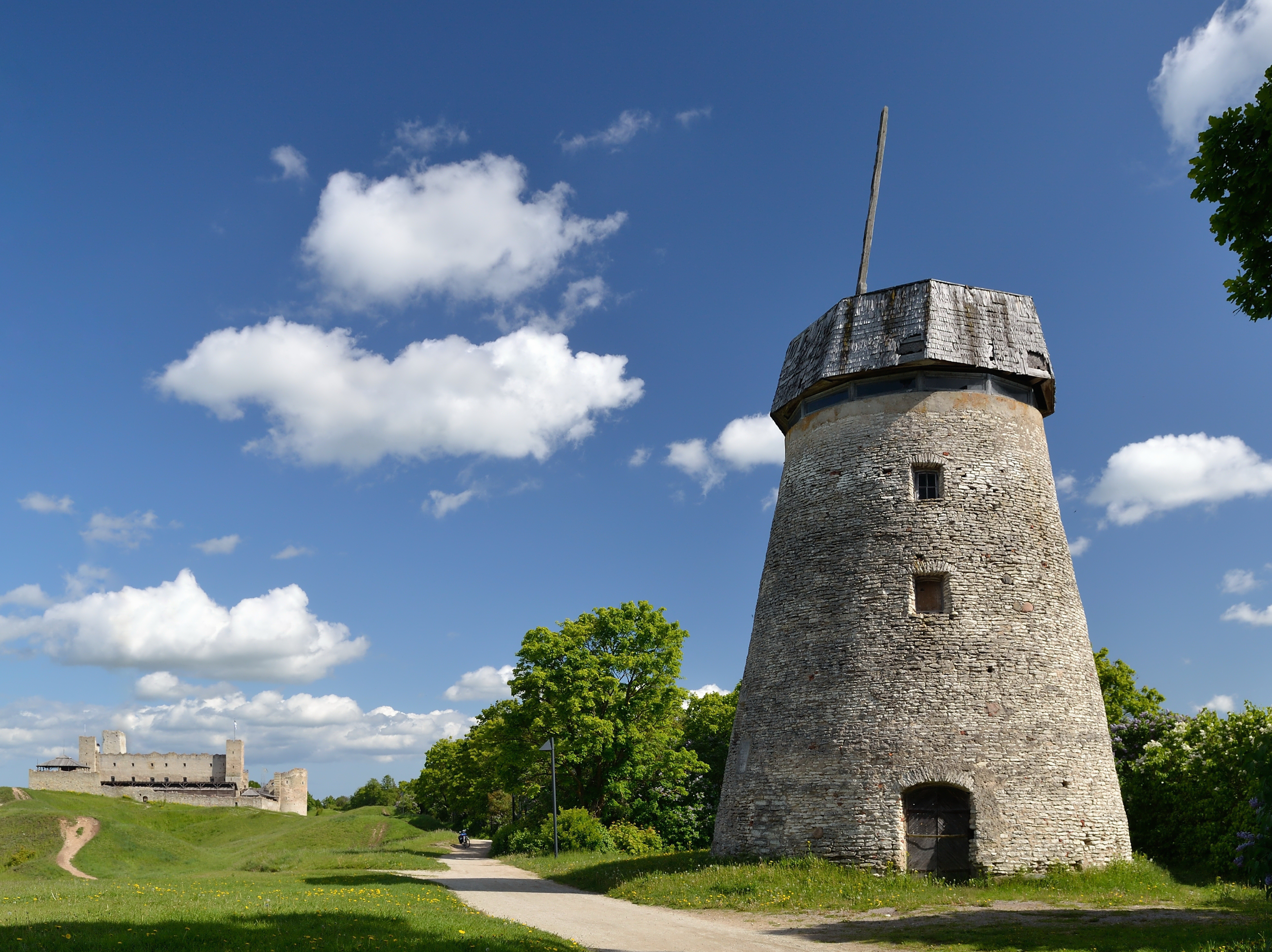
Мельница Валлимяэ
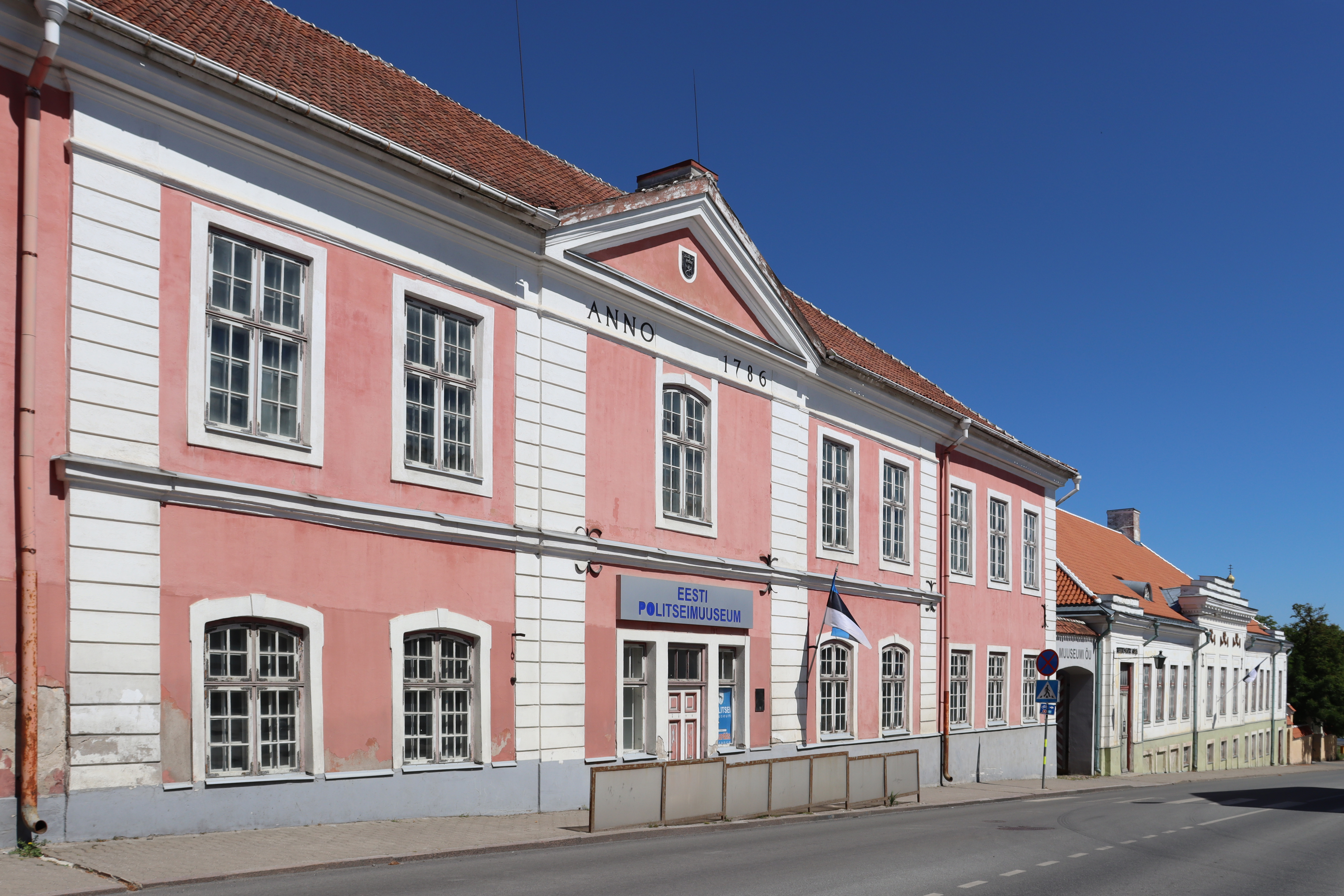
Эстонский музей полиции
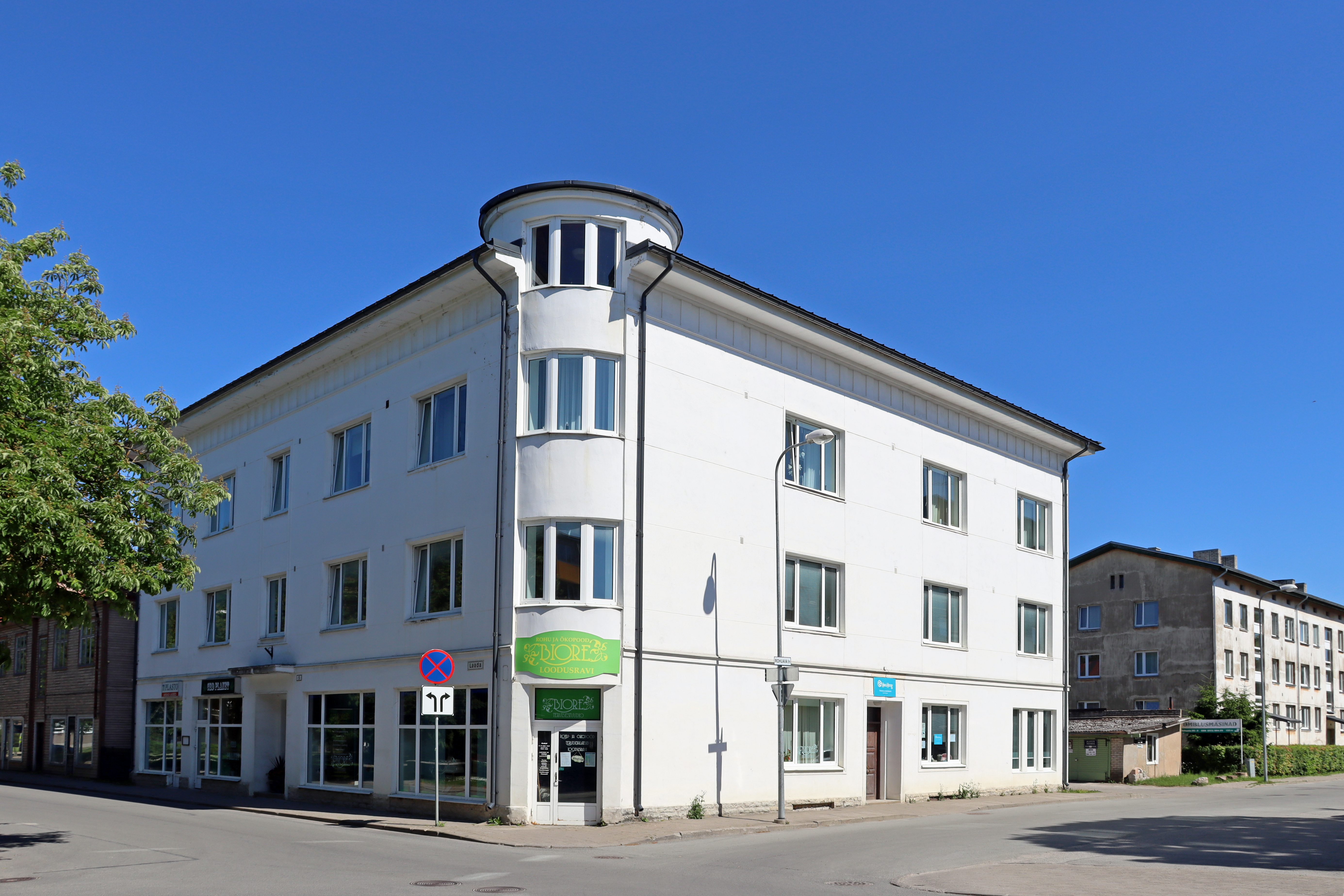
Перекрёсток улиц Лаада и Рохуайа
Улица Лаада